# Val Buëch-Méouge
Val Buëch-Méouge  est, depuis le 1er janvier 2016, une commune nouvelle française située dans le département des Hautes-Alpes en région Provence-Alpes-Côte-d’Azur, née de la fusion des communes d’Antonaves, de Châteauneuf-de-Chabre et de Ribiers.

## Géographie
Le chef-lieu de la commune nouvelle, Ribiers, se situe à l’extrême sud-ouest du département des Hautes-Alpes.

### Climat
Pour des articles plus généraux, voir Climat de Provence-Alpes-Côte d'Azur et Climat des Hautes-Alpes.
En 2010, le climat de la commune est de type climat méditerranéen altéré, selon une étude du Centre national de la recherche scientifique s'appuyant sur une série de données couvrant la période 1971-2000. En 2020, Météo-France publie une typologie des climats de la France métropolitaine dans laquelle la commune est exposée à un climat de montagne ou de marges de montagne et est dans la région climatique Alpes du sud, caractérisée par une pluviométrie annuelle de 850 à 1 000 mm, minimale en été.
Pour la période 1971-2000, la température annuelle moyenne est de 11,7 °C, avec une amplitude thermique annuelle de 17,7 °C. Le cumul annuel moyen de précipitations est de 893 mm, avec 6,9 jours de précipitations en janvier et 4,6 jours en juillet. Pour la période 1991-2020, la température moyenne annuelle observée sur la station météorologique de Météo-France la plus proche, « Sisteron », sur la commune de Sisteron à 8 km à vol d'oiseau, est de 12,1 °C et le cumul annuel moyen de précipitations est de 835,0 mm. 
La température maximale relevée sur cette station est de 41 °C, atteinte le 28 juin 2019 ; la température minimale est de −18 °C, atteinte le 12 janvier 2010,,.
Les paramètres climatiques de la commune ont été estimés pour le milieu du siècle (2041-2070) selon différents scénarios d'émission de gaz à effet de serre à partir des nouvelles projections climatiques de référence DRIAS-2020. Ils sont consultables sur un site dédié publié par Météo-France en novembre 2022.

## Urbanisme

### Typologie
Au 1er janvier 2024, Val Buëch-Méouge est catégorisée bourg rural, selon la nouvelle grille communale de densité à 7 niveaux définie par l'Insee en 2022.
Elle est située hors unité urbaine. Par ailleurs la commune fait partie de l'aire d'attraction de Sisteron, dont elle est une commune de la couronne,. Cette aire, qui regroupe 21 communes, est catégorisée dans les aires de moins de 50 000 habitants,.

## Toponymie
Val Buëch tient son nom du Buëch, rivière naissant de la confluence du Petit Buëch et du Grand Buëch au niveau de la commune de Sigottier. Cet hydronyme est attesté sous la forme Buchium en 1202, du gaulois bodios (jaune).
Méouge tient son nom de la Méouge qui prend source dans la Drôme. Son hydronyme est attesté sous la forme latine Mulgia en 1177, Melga en 1197 dans archives des Hautes-Alpes, flumen Meuga 1365 dans les archives de l'Isère, Ripperia de Meusa en 1520 dans le Terrier de Mévouillon.
Vau-Buech-Meüje en occitan.

## Histoire
La commune nouvelle de Val Buëch-Méouge est née de la fusion des 3 communes en 2015 : Antonaves, Châteauneuf-de-Chabre et Ribiers.

## Politique et administration

### Communes déléguées
| Nom                   | Code Insee | Intercommunalité                      | Superficie (km2) | Population (dernière pop. légale) | Densité (hab./km2) |
| --------------------- | ---------- | ------------------------------------- | ---------------- | --------------------------------- | ------------------ |
| Ribiers (siège)       | 05118      | CC du Canton de Ribiers Val de Méouge | 36,55            | 811 (2013)                        | 22                 |
| Antonaves             | 05005      | CC du Canton de Ribiers Val de Méouge | 8,03             | 179 (2013)                        | 22                 |
| Châteauneuf-de-Chabre | 05034      | CC du Canton de Ribiers Val de Méouge | 23,90            | 332 (2013)                        | 14                 |

### Liste des maires
| Période      | Période  | Identité        | Étiquette | Qualité                                                                              |
| ------------ | -------- | --------------- | --------- | ------------------------------------------------------------------------------------ |
| janvier 2016 | En cours | Gérard Nicolas, | DVD       | Ancien artisan, commerçant ou chef d'entreprise Conseiller départemental depuis 2021 |

### Intercommunalité
Val Buëch-Méouge fait partie :
- de 2016 à 2017, de la communauté de communes du canton de Ribiers Val de Méouge ;
- à partir du 1er janvier 2017, de la communauté de communes Sisteronais-Buëch.

## Population et société

### Démographie
L'évolution du nombre d'habitants est connue à travers les recensements de la population effectués dans la commune depuis sa création.

En 2022, la commune comptait 1 342 habitants, en évolution de −0,74 % par rapport à 2016 (Hautes-Alpes : +0,4 %, France hors Mayotte : +2,11 %).
| 2018  | 2022  |
| ----- | ----- |
| 1 345 | 1 342 |

## Culture locale et patrimoine

### Lieux et monuments
- Chapelle Saint-Eutrope d'Antonaves.
- Église de l'Assomption de Ribiers.
- Église Saint-Pierre-ès-Liens d'Antonaves.